# Orestas Buitkus
Orestas Buitkus (ur. 11 kwietnia 1975) – litewski piłkarz, występujący na pozycji pomocnika.

## Kariera sportowa
Z zespołem Skonto Ryga pięciokrotnie zdobywał mistrzostwo (2000, 2001, 2002, 2003, 2004) i trzykrotnie Puchar Łotwy. W reprezentacji Litwy w latach 1996-2003 rozegrał 29 meczów i strzelił 6 goli.